# Buzz!: Quem é o Génio Português?
Buzz!: Quem é o Génio Português? é um jogo electrónico para a PlayStation 2, PlayStation 3 e PSP. Este jogo da série Buzz! é localizado para o português de Portugal e foca em perguntas sobre a, história, televisão, música e sociedade portuguesa e internacional. Esta edição do Buzz é uma das muitas versões que se adapta as suas perguntas ao país de publicação.
Esta edição mantém o modo multijogador sofá vs. sofá de Buzz!: Quizz TV (até oito jogadores) e a possibilidade de partilhar pacotes de perguntas online através do MyBuzz. As perguntas são respondidas através de um comando próprio para o Buzz!, os Buzzers.

## Versões
| Nome do Jogo                      | País                      |
| --------------------------------- | ------------------------- |
| Buzz! Brain of the UK             | Reino Unido               |
| Buzz!: Le Plus Malin Des Français | França                    |
| Buzz!: Deutschlands Superquiz     | Alemanha                  |
| Buzz! Brain of New Zealand        | Nova Zelândia             |
| Buzz! Brain of Oz                 | Austrália                 |
| Buzz!: Il Quizzone Nazionale      | Itália                    |
| Buzz!: ¿Qué sabes de tu pais?     | Espanha                   |
| Buzz!: Brain Of Switzerland       | Suíça                     |
| Buzz!: Le Plus Malin Des Belges   | Bélgica (Francês)         |
| Buzz!: De strafste van België     | Bélgica (Flamengo)        |
| Buzz!: De slimste van Nederland   | Holanda                   |
| Buzz!: Mozak Hrvatske             | Croácia                   |
| Buzz!: Das große Länderquiz       | Áustria                   |
| Buzz!: Brain of the World         | países sem versão própria |
| Buzz!: Quem é o Génio Português?  | Portugal                  |
| Buzz!: Suomen Neropatti           | Finlândia                 |
| Buzz!: Danske Genier              | Dinamarca                 |
| Buzz!: Svenska Genier             | Suécia                    |
| Buzz!: Norgesmester               | Noruega                   |
| Buzz!: Сокровища нации            | Rússia                    |
| Buzz!: Polskie Łamigłówki         | Polónia                   |